# Nopyllus isabelae
Espèce
Synonymes
- Apopyllus isabelae Brescovit & Lise, 1993

Nopyllus isabelae est une espèce d'araignées aranéomorphes de la famille des Prodidomidae.

## Distribution
Cette espèce est endémique de l'État de São Paulo au Brésil,. Elle se rencontre vers Botucatu.

## Description
Le mâle holotype mesure 2,70 mm

## Systématique et taxinomie
Cette espèce a été décrite sous le protonyme Apopyllus isabelae par Brescovit et Lise en 1993. Elle est placée dans le genre Nopyllus par Ott en 2014.

## Étymologie
Cette espèce est nommée en l'honneur d'Isabela Maria Piovesan Rinaldi.

## Publication originale
- Brescovit & Lise, 1993 : « Novas espécies e ocorrências de aranhas dos gêneros Apodrassodes e Apopylus [sic] (Araneae, Gnaphosidae). » Biociências, vol. 1, no 1, p. 101-110.